# NGC 7284
NGC 7284 este o interacțiune de galaxii situată în constelația Vărsătorul. A fost descoperită în 26 octombrie 1785 de către William Herschel. Se află la o distanță de 65,19 de megaparseci de Pământ.